# Hiskjo
Hiskjo est une île norvégienne et un village du comté de Hordaland appartenant administrativement à Bømlo.

## Description
Rocheuse et pratiquement désertique, elle s'étend sur environ 3,8 km de longueur pour une largeur approximative de 1,2 km. 

## Histoire
Un pont routier la relie au continent depuis le 29 novembre 1979.